# Il medaglione insanguinato
Il medaglione insanguinato è un film del 1975 diretto da Massimo Dallamano.
La pellicola, di produzione italiana, ha per protagonisti Richard Johnson e Joanna Cassidy.

## Trama
Un documentarista televisivo parte assieme alla figlia alla volta di Spoleto, incaricato di girare uno speciale sul demonio nella pittura. La bambina, già in passato preda di terrificanti incubi, sembra peggiorare giorno dopo giorno, in particolar modo dal momento in cui la segretaria di produzione è entrata di prepotenza nei pensieri del padre.

## Produzione
Il titolo originale del film era La bambina e il suo diavolo. La storia è scritta dalla coppia marito e moglie Franco Marotta e Laura Toscano insieme al regista Massimo Dallamano.
Le riprese sono iniziate il 28 ottobre 1974. La pellicola è stata girata a Spoleto, Villa Parisi, Palazzo Chigi e Londra.

## Distribuzione
Il film è stato distribuito nei cinema italiani dalla Italian International Film il 22 maggio 1975. Ha incassato complessivamente 178.075.000 lire a livello nazionale.
Negli Stati Uniti è uscito nel marzo 1976 coi titoli The Night Child e The Cursed Medallion.